# 78431 Kemble
Kemble (asteróide 78431) é um asteróide da cintura principal, a 2,08045114 UA. Possui uma excentricidade de 0,14872793 e um período orbital de 1 395,5 dias (3,82 anos).
Kemble tem uma velocidade orbital média de 19,05233363 km/s e uma inclinação de 2,985724º.
Este asteróide foi descoberto em 16 de Agosto de 2002 por Andrew Lowe.